# Leonardo IV Tocco
Leonardo IV Tocco (nombre completo Giovanni Leonardo Tocco, c. 1510-1564) fue el déspota titular de Epiro y conde palatino de Cefalonia y Zacinto desde la muerte de su padre Carlo III Tocco en 1518 hasta su propia muerte en 1564. Su madre era Andrónica Arianiti, hija de Constantino Arianiti, que también reclamaba territorios en Grecia. De su abuelo materno, a Leonardo se le concedió la fortaleza de Refrancore, que ostentaba bajo el título de signore (señor).

## Biografía
Leonardo IV Tocco, nacido en algún momento de la década de 1510, era hijo y heredero de Carlo III Tocco, déspota titular de Epiro y conde palatino de Cefalonia y Zacinto. La madre de Leonardo era Andrónica Arianiti, una hija de Constantino Arianiti, otro reclamante de varias tierras en Grecia. Tras la caída del Despotado de Epiro en 1479 y la pérdida de las tierras de la familia en Grecia, la familia Tocco vivió exiliada en Italia.
Después de la muerte de Carlo III en 1518, Leonardo heredó sus títulos. También ganó varias otras distinciones y honores. Como noble, está atestiguado como patricio de Venecia y como señor (signore) de Refrancore. La fortaleza de Refrancore había sido concedida a Leonardo por su abuelo materno, Constantino Arianiti, quien periódicamente se desempeñaba como regente de la cercana Montferrato. En algunos puntos también se desempeñó como consejero de los virreyes de Nápoles. Leonardo poseía varios molinos en Italia, así como algunas tiendas en los mercados de Milán. En conjunto, sus bienes le otorgaron una renta anual de 400 escudos.
Leonardo se casó con Maddalena (Graziosa) Colli, hija de Cesare Colli, señor de Quattordio y patricio de Alessandria. La pareja tuvo cinco hijos juntos; cuatro hijos y una hija. Maddalena falleció antes que Leonardo, muriendo el 16 de febrero de 1560. Leonardo murió cuatro años después, en algún momento de 1564. El albacea de su testamento, fechado el 6 de junio de 1564, fue Benedetto Carbonato.

## Matrimonio y descendencia
Con su esposa Maddalena, Leonardo IV tuvo los siguientes cinco hijos:
- Carlo Tocco (¿? - poco después del 6 de junio de 1564), patricio de Venecia. Está certificado como casado, pero no se registra el nombre de su esposa.[6] Tuvo un hijo, Giovan Domenico Leonardo, muerto antes del 6 de junio de 1564, y una hija, Costanza.[7]
- Francesco Tocco (¿? - 16 de agosto de 1596), señor de Refrancore, patricio de Venecia y heredero de los títulos de Leonardo IV. Casado con Verónica Malaspina.[8] La línea de demandantes de Tocco continuó a través de Francesco y su hijo Leonardo V Tocco.[7]
- Giovanni Tocco (¿? - 12 de mayo de 1626), señor de Refrancore (consignore, junto a Francesco), patricio de Venecia y Nápoles. Se desempeñó como miembro del ayuntamiento de Capua en 1600 y trabajó como capitán de infantería en Portugal. Casado con Beatriz Salinas de Hermosa.[9] La pareja tuvo cuatro hijos; Carlo y Gonsalvo, así como Costanza y Porzia.[10]
- Costantino Tocco (¿? - antes del 16 de agosto de 1596; testamento del 15 de diciembre de 1588), capitán de infantería en Portugal. Se casó con una mujer de nombre Giuliana cuya casa noble es incierta.[9] Tuvieron una sola hija llamada Andronica.[11]
- Stratonica (o Andrónica) Tocco (¿? - después del 9 de junio de 1583), su única hija.[12]